# Calvin W. Rice

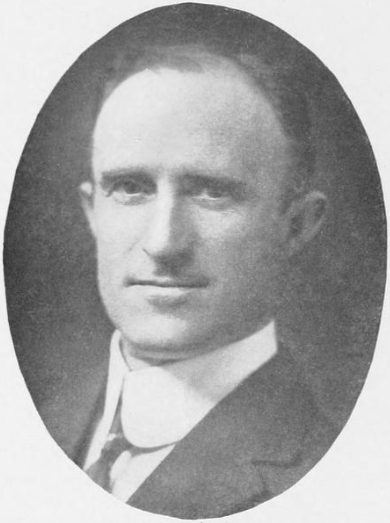

Calvin Winsor Rice (* 4. November 1868 in Winchester, Massachusetts; † 2. Oktober 1934 in New York City) war ein US-amerikanischer Elektroingenieur. Er war der erste vollamtliche Direktor der American Society of Mechanical Engineers (ASME).

## Leben
Calvin W. Rice besuchte Schulen in New Haven und Boston. Er schloss 1890 sein Studium am Massachusetts Institute of Technology als Elektroingenieur ab. Im Anschluss arbeitete er für die Thomson-Houston Electric Company und General Electric im Kraftwerksbau und im Bau von Stromversorgungsnetzen. Danach war er als beratender Ingenieur im Kupferbergbau und in der Elektroindustrie tätig. Er trat dem American Institute of Electrical Engineers (AIEE) und 1900 der American Society of Mechanical Engineers (ASME) bei. 1906 wurde Rice erster vollamtlicher Direktor der ASME. Diese Position behielt er bis an sein Lebensende. Er förderte den Austausch von Werkstudenten zwischen Deutschland und den Vereinigten Staaten. Als Leiter einer Delegation der ASME besuchte er 1913 die Hauptversammlung des Vereins Deutscher Ingenieure (VDI) in Leipzig.
1926 verlieh die Technische Hochschule Darmstadt Calvin W. Rice den Grad eines Doktoringenieurs ehrenhalber. 1931 gehörte er anlässlich des 75-jährigen Vereinsjubiläums des VDI zu den ersten Empfängern des neu gestifteten VDI-Ehrenzeichens. Die ASME vergibt seit 1934 den „Calvin W. Rice Lecture Award“.
Calvin W. Rice war seit August 1904 mit Ellen M. Weibezahn verheiratet, mit der er einen Sohn und eine Tochter hatte. Er starb im Oktober 1934 an den Folgen einer Hirnblutung.